# Anna Ycobalzeta i Grau
Anna Ycobalzeta i Grau és una actriu de cinema, teatre i sèries de televisió catalana.
En cinema s'estrenà l'any 2002 a Volverás, d'Antonio Chavarrías, obra que fou nominada al premi Goya al millor guió adaptat de 2003. Després de participar l'any següent a Cualquiera, pel·lícula dirigida per l'eivissenc David Marquès, no tornar a trepitjar el panorama cinematogràfic fins a l'any 2008 amb la participació en la pel·lícula de terror Eskalofrío, d'Isidro Ortiz. L'any 2010, fou àmpliament reconeguda gràcies a la pel·lícula La mosquitera encarnant el paper de Raquel. El llargmetratge, dirigit per Agustí Vila, fou nominat a sis premis Goya.
Pel que fa a les sèries de televisió, participà molt puntualment en sèries com Plats bruts, Lo Cartanyà o Polseres vermelles. No obstant, tingué major presència en altres papers secundaris com ara Mirall trencat, Porca misèria o Ventdelplà. Ara bé, el paper més rellevant a televisió l'aconseguí l'any 2015 encarnant a Míriam Blasco, mare de l'Ivan, a la sèrie Merlí, paper present en totes 3 temporades.
En el món del teatre, destacà especialment a Les troianes, obra d'Eurípides i adaptada a la direcció per Mario Gas, en la qual fou premiada com a millor actriu de repartiment del Festival Internacional de Teatre Clàssic de Mèrida de 2008 pel seu paper de Cassandra.

## Obres seleccionades

### Cinema
| Any  | Títol                       | Personatge | Direcció           | Notes        |
| ---- | --------------------------- | ---------- | ------------------ | ------------ |
| 2002 | Volverás                    | Mónica     | Antonio Chavarrías |              |
| 2003 | Cualquiera                  | Penélope   | David Marquès      |              |
| 2005 | A ras de suelo              | Ana        | Carlos Pastor      |              |
| 2008 | Eskalofrío                  | Gloria     | Isidro Ortiz       |              |
| 2010 | La mosquitera               | Raquel     | Agustí Vila        |              |
| 2014 | Perdona si te llamo amor    | Gina       | Joaquín Llamas     |              |
| 2016 | Volver a soñar              | Gloria     | Daniel Gálvez      | curtmetratge |
| 2017 | ONA                         | Anna       | Vanessa Batista    | curtmetratge |
| 2018 | Vilafranca                  | Carmen     | Lluís Maria Güell  | telefilm     |
| 2024 | Cinc minuts més, si us plau | Mercè      | Carlos R. Haro     | curtmetratge |

### Televisió
| Anys      | Títol              | Personatge                      | Notes                     |
| --------- | ------------------ | ------------------------------- | ------------------------- |
| 2002      | Mirall trencat     | Marina                          | 4 episodis                |
| 2001      | Plats bruts        | banyista Montse/Meritxell       | 1 episodi («Tinc ritme»)  |
| 2005-2006 | Porca misèria      | Anna                            | 6 episodis                |
| 2005-2007 | Ventdelplà         | Àgata                           | 8 episodis                |
| 2007      | Lo Cartanyà        | Lourdes                         | 1 episodi («Lourdes»)     |
| 2011      | Polseres vermelles | Radiòloga responsable de les TC | 3 episodis                |
| 2015-2018 | Merlí              | Míriam Blasco                   | 30 episodis, 3 temporades |

### Teatre
| Any  | Títol                                                     | Personatge | Autoria                  | Direcció            | Teatre                                      |
| ---- | --------------------------------------------------------- | ---------- | ------------------------ | ------------------- | ------------------------------------------- |
| 2000 | El combat de les sorpreses o el misteri de l'estoig xinès |            | Hausson i Hermann Bonnín | Hermann Bonnín      | Brossa Espai Escènic                        |
| 2002 | Refugiats                                                 |            | Sergi Pompermayer        | David Plana         | Teatre Nacional de Catalunya (sala Tallers) |
| 2003 | Acosta't                                                  | stripper   | Patrick Marber           | Tamzin Townsend     | Teatre Villarroel                           |
| 2004 | El rei Lear                                               |            | William Shakespeare      | Calixto Bieito      | Teatre Romea                                |
|      | Ricard III                                                |            | William Shakespeare      | Àlex Rigola         | Teatre Lliure                               |
| 2004 | Santa Joana dels escorxadors                              |            | Bertolt Brecht           | Àlex Rigola         | Festival Grec de Barcelona                  |
| 2008 | Les troianes                                              | Cassandra  | Eurípides                | Mario Gas           | Festival de Teatre de Mèrida                |
| 2009 | La casa dels cors trencats                                |            | Bernard Shaw             | Josep Maria Mestres | Teatre Nacional de Catalunya (sala Gran)    |
| 2010 | Nit de reis                                               | Olívia     | William Shakespeare      | Josep Maria Mestres | Teatre Nacional de Catalunya (sala Gran)    |
| 2011 | El comte Arnau                                            | Adalaisa   | Joan Maragall            | Hermann Bonnín      | Teatre Nacional de Catalunya (sala Gran)    |
| 2012 | El mercader de Venècia                                    | Porcia     | William Shakespeare      | Rafael Duran        | Teatre Nacional de Catalunya (sala Gran)    |